# 中国社会科学院金融研究所
中国社会科学院金融研究所是中华人民共和国的一家金融学研究机构，成立于2002年，是中国社会科学院的直属研究单位。